# 난퍄오구

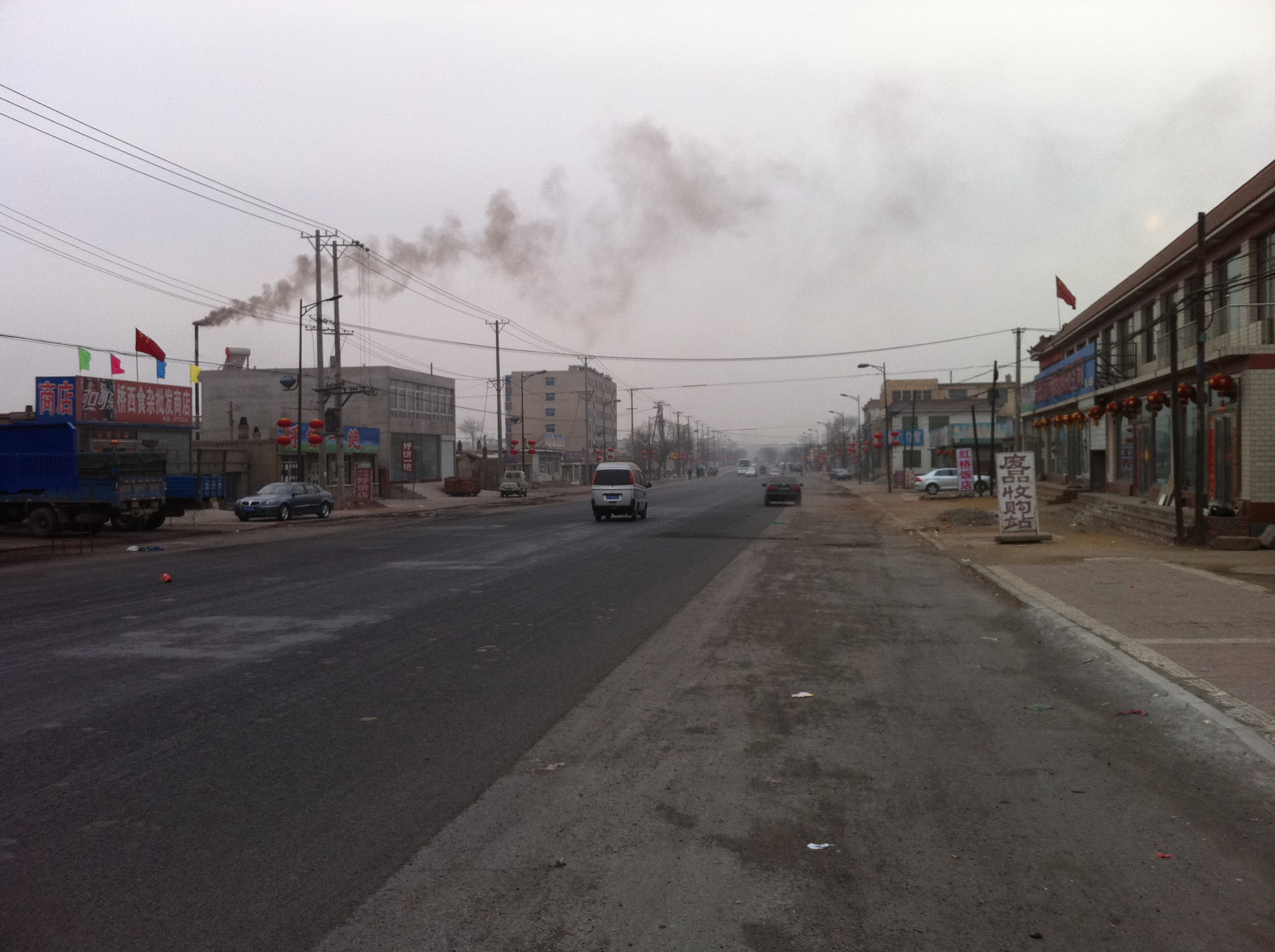

난퍄오구(한국어: 남표구, 중국어: 南票区, 병음: Nánpiào Qū)는 중화인민공화국 랴오닝성 후루다오 시의 행정구역이다. 넓이는 512km2이고, 인구는 2007년 기준으로 150,000명이다.

## 행정 구역
7개 가도, 2개 진, 2개 향을 관할한다.
- 가도: 九龙街道, 邱皮沟街道, 小凌河街道, 赵家屯街道, 苇子沟街道, 沙锅屯街道, 三家子街道.
- 진: 暖池塘镇, 缸窑岭镇.
- 향: 沙锅屯乡, 黄土坎乡.